# Walter Konrad (Medienmanager)
Walter Konrad (* 3. Januar 1935 in Würzburg; † 11. November 2019) war ein deutscher Jurist, Medienmanager und Kommunalpolitiker (CDU). Von 1996 bis 2000 war er Direktor Europäische Satellitenprogramme des Zweiten Deutschen Fernsehens. 1995 wurde er mit dem Bundesverdienstkreuz ausgezeichnet.

## Leben

### Karriere beim Fernsehen
Der studierte Jurist Walter Konrad kam 1963 zum neugegründeten ZDF und stieg dort im Justitiariat ein. 1965 wurde er mit nur 30 Jahren stellvertretender Justiziar des Fernsehsenders. Außerdem wurde er später zum Datenschutzbeauftragten berufen.
Unter Intendant Dieter Stolte wechselte Konrad 1982 in den programmbildenden Bereich und wurde Leiter der Hauptabteilung Programmplanung. 1987 wurde er Senderchef des erst drei Jahre zuvor eingerichteten 3sat. In dieser Funktion gelang es ihm laut Stolte, 3sat „zu einem herausragenden Vertreter europäischer Medienkultur“ zu etablieren. So war es wenig verwunderlich, dass er 1996 als Nachfolger von Heinz Ungureit neuer Direktor Europäische Satellitenprogramme beim ZDF wurde. Somit war er für die ZDF-Anteile an 3sat und auch an arte zuständig. Im Dezember 1999 wurde er außerdem Leiter des neuen ZDFtheaterkanals.
Im Februar 2000 legte Konrad seine Ämter aus Altersgründen nieder. Sein Nachfolger als Direktor Europäische Satellitenprogramme wurde Gottfried Langenstein, der bisher die Hauptabteilung Internationale Angelegenheiten geleitet hatte.

### Politische Tätigkeiten
Walter Konrad wurde 1958 Vorsitzender des Rings Christlich-Demokratischer Studenten, was er bis 1959 blieb. Er zog 1969 als Vorsitzender der Jungen Union Mainz in den Mainzer Stadtrat ein. Diesem gehörte er zunächst bis 1984 an, ehe er 1999 wieder in den Stadtrat gewählt wurde. Bei seiner Verabschiedung im Juli 2014 erhielt er die Ehrennadel der Stadt Mainz. Darüber hinaus blieb er bis Januar 2017 kulturpolitischer Sprecher der Mainzer CDU und ist Seniorenbeauftragter des CDU-Kreisverbandes Mainz. Der CDU-Ortsverband Mainz-Bretzenheim wählte ihn zu seinem Ehrenvorsitzenden. Von 2000 bis 2009 war er Präsident der Akademie der darstellenden Künste.
Konrad gehörte dem Vorstand der deutsch-israelischen Gesellschaft an und war in dieser Eigenschaft maßgeblich am Bau der neuen Mainzer Synagoge beteiligt.

### Sonstiges
Konrad war seit 1954 Mitglied der katholischen Studentenverbindung KDStV Markomannia Würzburg. Er lebte im Mainzer Stadtteil Bretzenheim. Auf seine Initiative entstand der Freundeskreis Mainz-Dijon, dem er 26 Jahre lang vorstand und dessen Ehrenvorsitzender er ab 2012 war.

## Auszeichnungen und Ehrungen
- 1984: Ehrenring der Stadt Mainz
- 1985: Gutenberg-Statuette der Stadt Mainz
- 1995: Gutenberg-Plakette der Stadt Mainz
- 1995: Bundesverdienstkreuz am Bande
- 2001: Freiherr-vom-Stein-Plakette (Rheinland-Pfalz)
- 2003: Großes Silbernes Ehrenzeichen für Verdienste um die Republik Österreich[6]
- 2005: Bundesverdienstkreuz 1. Klasse
- 2014: Ehrennadel der Stadt Mainz